# Sally Can't Dance
| 전문가 평가              | 전문가 평가 |
| 평가 점수                | 평가 점수   |
| 출처                     | 점수        |
| ------------------------ | ----------- |
| AllMusic                 | [ 1 ]       |
| Chicago Tribune          | [ 2 ]       |
| Christgau's Record Guide | B+          |
| Tom Hull                 | C+          |

《Sally Can't Dance》는 미국의 록 음악가 루 리드의 네 번째 솔로 스튜디오 음반으로, 1974년 9월, RCA 레코드에 의해 발매되었다. 스티브 카츠와 리드가 이 음반을 프로듀싱하였다. 이 음반은 리드의 음반 중 미국에서 가장 높은 순위를 기록한 음반으로, 1974년 10월, 빌보드 200 차트에 14주간 머무르며 최고 순위 10위를 기록하였다. 또한 이 음반은 루 리드의 이전 밴드인 벨벳 언더그라운드에서 원래 녹음된 곡이 포함되지 않은 첫 번째 솔로 음반이며, 리드의 이전 세 장의 솔로 스튜디오 음반들이 모두 영국에서 녹음된 반면, 미국에서 녹음된 최초의 솔로 스튜디오 음반이기도 하다. 커버 아트는 유명한 필모어 및 브로드웨이 포스터 아티스트 데이비드 에드워드 버드가 디자인하였으며, 그가 디자인한 몇 안 되는 음반 커버 중 하나이다.

## 배경
타이틀곡을 제외하고, 《Sally Can't Dance》에는 〈N.Y. Stars〉 (리드가 자신의 스타일을 따라 하며 그를 감동시키려 했던 "4류 모방자들"을 조롱하는 곡), 〈Kill Your Sons〉 (십대 시절 부모의 강요로 정신병원에 머물렀던 경험을 반영한 곡), 그리고 〈Billy〉 (자신보다 더 "정상적인" 야망을 가졌던 한 학교 친구의 운명에 대한 곡)가 포함되어 있다. 〈Billy〉에서는 리드가 한때 벨벳 언더그라운드의 밴드 동료였던 더그 율과 다시 함께했으며, 그는 베이스 기타를 연주했다. 율의 인터뷰에 따르면, 리드의 전화는 "갑작스러운 연락(out of the blue)"이었고, 리드는 율의 베이스 연주 스타일이 〈Billy〉에 잘 어울릴 것 같다고 생각했으며, 율은 곡이 "마음에 들었고" 세션이 즐거웠다며 연주에 동의했다고 말했다. 율이 참여한 더 많은 트랙들이 CD 재발매판에서 공개되었다. 타이틀곡은 캐나다에서 88위를 기록했고, 음반 자체는 3주 동안 22위를 기록했다.
이 음반의 투어에는 기타리스트 대니 와이스, 키보디스트 마이클 폰파라, 베이시스트 프라카시 존, 그리고 유럽 구간 드러머 펜티 "화이트리" 글랜이 참여했다. 오스트레일리아와 미국 구간에서는 에릭 "마우스" 존슨이 드럼을 연주했다. 모든 라이브 공연의 음향 엔지니어는 로빈 메이휴로, 그는 이전에 데이비드 보위의 지기 스타더스트 시기에 함께 작업한 경력이 있다. 다음 해, 리드는 1975년 월드 투어에서 기타 연주를 위해 다시 더그 율에게 연락했다.
이 음반은 히트하며 리드의 스타 지위를 높였지만, 그는 제작 과정 (대체로 소극적인 역할을 맡음)과 곡들에 대한 처리에 실망한 것으로 알려져 있다. 리드는 "내가 음반 작업에 덜 관여할수록, 그 음반이 더 크게 히트하는 것 같다. 다음 번에는 내가 아예 음반에 참여하지 않으면 1위까지 갈지도 모르겠다"고 말했다. 1976년 인터뷰에서 리드는 《Sally Can't Dance》를 "처음부터 끝까지 쓰레기였다"라고 평했다.
《Transformer》, 《Berlin》, 《Rock 'n' Roll Animal》의 비교적 비평적 성공 이후, 《Sally Can't Dance》는 대체로 부정적인 평을 받았다.
《캐시박스》는 타이틀곡에 대해 "블루지한 이야기 형식의 보컬이 리드를 어떤 이 못지않게 독특한 연주자로 만들었으며, 〈Walk on the Wild Side〉와 같은 히트 느낌을 가지고 있다"고 말했다.
그러나 1974년, RCA는 리드의 경력이 정점을 찍는 것처럼 보일 때 빠른 후속 음반을 강하게 요구했다. 압박에 지친 리드는 계약서에 따라 자신이 주는 음반은 RCA가 반드시 발매해야 한다는 조항을 이용해, 히트할 가능성이 전혀 없는 1시간 분량의 피드백과 노이즈로 이루어진 《Metal Machine Music》의 마스터 테이프를 넘겼다.

## 곡 목록
모든 곡들은 루 리드에 의해 작사/작곡하였다.
| #  | 제목                | 재생 시간 |
| -- | ------------------- | --------- |
| 1. | 〈Ride Sally Ride〉 | 4:06      |
| 2. | 〈Animal Language〉 | 3:05      |
| 3. | 〈Baby Face〉       | 5:06      |
| 4. | 〈N.Y. Stars〉      | 4:02      |

| #  | 제목                  | 재생 시간 |
| -- | --------------------- | --------- |
| 1. | 〈Kill Your Sons〉    | 3:40      |
| 2. | 〈Ennui〉             | 3:43      |
| 3. | 〈Sally Can't Dance〉 | 4:12      |
| 4. | 〈Billy〉             | 5:10      |